# Helmuts Balderis
Helmuts Balderis-Sildedzis (in russo Хелмут Гунарович Балдерис?; Riga, 31 luglio 1952) è un ex hockeista su ghiaccio lettone, fino al 1991 sovietico.

## Palmarès

### Olimpiadi invernali
- 1 medaglia[1]:
  - 1 argento (Lake Placid 1980)

### Mondiali
- 5 medaglie[1]:
  - 3 ori (Cecoslovacchia 1978; Unione Sovietica 1979; Germania Ovest 1983)
  - 2 bronzi (Polonia 1976; Austria 1977)